# Institut d'astrophysique spatiale
Pour les articles homonymes, voir IAS.
L'Institut d'astrophysique spatiale (IAS) est une unité mixte de recherche (UMR8617) du CNRS et de l'université Paris-Saclay.
Entre 2003 et 2013, il était également un observatoire des sciences de l'univers. Depuis le 1er janvier 2014, l'IAS et le laboratoire GEOPS forment l'OSUPS (Observatoire des sciences de l'Univers de l'Université Paris-Saclay).

## Histoire
L'Institut d'astrophysique spatiale a été inauguré en 1992 et a fêté le 23 novembre 2012 les vingt ans de son installation sur le campus de l'Université Paris-Saclay à Orsay.
L'Institut regroupe des équipes de physique solaire et stellaire, d'astrochimie, de planétologie, de cosmologie et d'étude de la matière interstellaire. L'institut est doté d'une station d'étalonnage, étape indispensable dans la conception et la réalisation d'instruments spatiaux embarqués à bord de satellites, de sondes ou de ballons stratosphériques.

## Domaines de recherche
Les activités de recherche de l'Institut d'astrophysique spatiale sont regroupées en quatre équipes scientifiques :
- Astrochimie et origines
- Matière interstellaire et cosmologie
- Physique solaire et stellaire
- Système solaire et systèmes planétaires

## Projets et réalisations
Les principaux projets spatiaux du laboratoire sont liés à des missions de l'Agence spatiale européenne (SoHO, Mars Express, Planck, Solar Orbiter, BepiColombo, Rosetta, Euclid, JUICE) et de la NASA (STEREO). L'IAS a également développé un microscope hyperspectral proche-IR (MicrOmega) monté sur le robot franco-allemand Mascot (Mobile Asteroid Surface Scout) de la sonde de l'Agence spatiale japonaise (JAXA) Hayabusa 2. L'atterrisseur Mascot a rejoint, le 3 octobre 2018, deux micro-robots japonais MINERVA-II-1 et 2 déjà posés sur Ryugu,,.